# Regió econòmica Central de Rússia
La regió econòmica Central (en rus: Центра́льный экономи́ческий райо́н, tsentralni ekonomítxeski raion) és una de les dotze regions econòmiques de Rússia.
Té una superfície de 484,000 km²; amb una població de 30.5 milions (segons el cens de 2002). La densitat de població és de 63/km². Un 80% és urbana.
La regió econòmica Central es troba a la part central de la Rússia europea. S'hi creuen moltes carreteres i línies de ferrocarrils.
És una zona plana i Moscou està situat al centre. És una regió industrial. D'altres ciutats són Smolensk, Iaroslavl, Vladímir, Tula, Dzerjinsk, i Ríbinsk. Les principals rutes fluvials són formades pels rius Volga i el riu Okà i els canals Moscou–Volga i Don–Volga.

## Composició
La regió econòmica Central comprèn els següents subjectes federals de Rússia:
- Óblast de Briansk
- Óblast d'Ivànovo
- Óblast de Kaluga
- Óblast de Kostromà
- Óblast de Moscou
- Óblast d'Oriol
- Óblast de Riazan
- Óblast de Smolensk
- Óblast de Tula
- Óblast de Tver
- Óblast de Vladímir
- Óblast de Iaroslavl
- Ciutat federal de Moscou

## Economia
La regió Central s'especialitza en la construcció de maquinària, indústria química i indústries tèxtils. En l'agricultura són típics el lli de fibra llarga, les patates i les verdures. També la cria del ramat lleter.

## Recursos naturals
Hi ha fosforita, carbó marró, materials de construcció i torba.